# Polizei-IT-Anwendungen
Polizeiliche IT-Anwendungen und Polizeiliche Informationssysteme unterscheidet man grob in Vorgangsbearbeitungssysteme (Strafanzeigen, Verkehrsunfälle usw.), Informationssysteme (Auskunft und Recherchefunktionen) sowie Fahndungssysteme.
Ein Vorgangsbearbeitungssystem ist ein informationstechnisches System für die Vorgangsbearbeitung. Ein Fahndungssystem wird für eine bundesweite (oder internationale) Fahndung von Personen (Personenfahndung) und Sachen (Sachfahndung) verwendet.
Die Übergänge zwischen den einzelnen Systemen sind teilweise fließend. Den gemeinsamen Kern bildet hierbei das Informationsmodell der Polizei, ein fachlich konsistentes, konzeptionelles Informationsmodell, mit dessen Hilfe systemübergreifende polizeiliche Informationsobjekte beschrieben werden können.
Die verwendete Software variiert zwischen den einzelnen Bundesländern und innerhalb eines Bundeslands auch zwischen der verschiedenen Behörden (Polizei, Justiz etc.).

## Übersicht Bundesländer
| Behörde                        | Fahndungssystem             | Vorgangsbearbeitungssystem (VBS)                  | VBS-Vorgänger (abgelöst) | Fallbearbeitungssysteme (FBS) | Sonstige IT-Anwendungen |
| ------------------------------ | --------------------------- | ------------------------------------------------- | ------------------------ | ----------------------------- | --- |
| Polizei Baden-Württemberg      | POLAS (INPOL-Land)          | ComVor                                            | M-Text                   | eFBS                          | Euska |
| Polizei Bayern                 | INPOL                       | IGVP                                              | IBP                      | EASy                          | VULKAN, GLADIS, KOYOTE, DIFO, KBM, PKS-Neu, IGWeb, ProVi, Disoz, VeRA                                                               |
| Polizei Berlin                 | POLIKS                      | POLIKS                                            | ISVB                     | CASA                          | KOYOTE |
| Polizei Brandenburg            | POLAS                       | ComVor                                            |                          | eFBS                          | ED-DI, eKoBS, ELBOS, EPSweb, ETB, EPOST810, EUSka, DAKO, FADA, FERIS, GISPolBB, KESY, PKSweb, SCOWI/BB, TKÜ Syborg SIC5, OWI mobile |
| Polizei Bremen                 | POLAS                       | @rtus                                             | ISA-Web                  | PIAV                          | MESO, InfReq, Frequentis, EPOST810, Celios, EPSweb, EURODAC, FastID (AFIS)                                                          |
| Polizei Hamburg                | POLAS                       | ComVor                                            |                          | eFBS                          | Euska |
| Polizei Hessen                 | POLAS                       | ComVor                                            | HEPOLIS / HEPOLAS        | eFBS                          | Euska, KOYOTE, HessenDATA |
| Polizei Mecklenburg-Vorpommern | POLAS                       | EVA                                               |                          | ZEUS                          | LAPIS |
| Polizei Niedersachsen          | im Nivadis integriert       | Nivadis                                           | MIKADO                   | SAFIR                         | KOYOTE |
| Polizei Nordrhein-Westfalen    | ViVA (auf POLIKS basierend) | ViVA                                              | IGVP, davor PIKAS        | CASE                          | FINDUS, GSL.net, KOYOTE (jeweils LZPD), DAR                                                                                         |
| Polizei Rheinland-Pfalz        | RIVAR Polis.net             | RIVAR (Poladis.Zentral)                           | (POLADIS.net)            | KRISTAL                       | KOYOTE, Avus, Gravus, Polis.net, Klaus, Geopolis V, Geopolis K, GIS                                                                 |
| Polizei Saarland               | SAVIS Polis.net             | SAVIS (POLADIS.net, Avus, Geopolis V, Geopolis K) | DIPOL                    | KRISTAL                       | KOYOTE, Einsatzleitsystem: secur.CAD                                                                                                |
| Polizei Sachsen                | POLAS                       | IVO                                               |                          | eFAS                          | |
| Polizei Sachsen-Anhalt         | POLAS                       | IVOPOL @rtus                                      |                          | CaseST                        | |
| Polizei Schleswig-Holstein     | POLAS                       | @rtus                                             | COMPAS                   | MERLIN                        | KOYOTE |
| Polizei Thüringen              | POLAS                       | ComVor                                            | IGVP                     | FBS-TH                        | THEA, ISTPOL, Euska, FINDUS |
| Bundespolizei                  | INPOL-BPOL                  | @rtus-Bund                                        | IPV                      |                               | EPOST810, BAO-Modul, ELS |

Bemerkungen:
- AGIL, INPOL-Land und POLAS können als Synonyme betrachtet werden. Die ursprünglich von der Polizei Hamburg entwickelte Software POLAS ist nach dem Scheitern von INPOL-neu im Jahr 2001 von der Arbeitsgruppe INPOL-Land (AGIL) als Basis für eine Weiterentwicklung von INPOL-neu und INPOL-Land verwendet worden.
- Das RIVAR-Portal (Rheinlandpfälzisches Informations-, Vorgangsbearbeitungs-, Auswerte- und Recherchesystem) besteht u. a. aus den Modulen INPOL-Software POLIS, Vorgangsbearbeitungssystem POLADIS, Kriminalitätslagebild KLAUS, Geografisches Polizeiinformationssystem Kriminalität Geopolis K, Automatisierte Verkehrsunfallstatistik AVUS, Grafische automatisierte Verkehrsunfallstatistik GRAVUS, Geografisches Polizeiinformationssystem Verkehr Geopolis V, Geografisches Informationssystem GIS und Polizeiliche Kriminalstatistik PKSWeb. Im Saarland wird zurzeit die dezentralisierte, webbasierende Variante Poladis.net eingesetzt. Poladis.zentral (Poladis V 5.X.X.X) hingegen ist eine Clientlösung mit einer Anbindung an eine zentrale Datenbank.[21][22]
- CASA, CASE, EASy, eFAS, KRISTAL, MERLIN, SAFIR, b-case und ZEUS[23] sind landesspezifische Namen für rsCase – eine Software, die von der Firma rola Security Solutions für die praktische Arbeit im Bereich operativer Ermittlungen von Behörden entwickelt wird.
- KOYOTE ist eine Software der INTS Software Solutions GmbH, die zur Konvertierung der Verbindungsdaten der Telekommunikationsbetreiber eingesetzt wird
- FBS-TH (Fall Bearbeitungs-SystemTHüringen) ist ein Fallbearbeitungssystem, welches von der Firma OPTIMAL SYSTEMS Vertriebsgesellschaft mbH in Jena programmiert wurde. Es dient dazu die kriminalpolizeiliche Sachbearbeitung komfortabler und effizienter zu gestalten.
- THEA (Thüringer Erkennungsdienst-Arbeitsplatz)

## Übersicht Bund
| Behörde                                         | Fahndungssystem         | Vorgangsbearbeitungssystem (VBS) | VBS-Vorgänger (abgelöst) | Fallbearbeitungssystem (FBS) | Sonstige IT-Anwendungen                                                           |
| ----------------------------------------------- | ----------------------- | -------------------------------- | ------------------------ | ---------------------------- | --------------------------------------------------------------------------------- |
| Bundeskriminalamt                               | INPOL-neu               | VBS                              | IGVP                     | eFBS                         |                                                                                   |
| Bundespolizei                                   | INPOL-Land \| INPOL-neu | @rtus-Bund                       | IPV                      | eFBS                         | @rtus-Recherche, @nalyse+, EPSweb, ELS, INPOL-Fall, SARS TKG112, Analyst Notebook |
| Zollkriminalamt Zollfahndungsamt                | INPOL-neu \| INPOL-Zoll | INZOLL-neu                       |                          |                              | CRIME, SARS                                                                       |
| Deutscher Zoll Sachgebiet C - Kontrolleinheiten | INPOL-neu \| INPOL-Zoll |                                  |                          | Strada                       | eVS (elektronisches Vollstreckungssystem), SIS, EMA                               |
| Deutscher Zoll Sachgebiet E - FKS               | INPOL-neu \| INPOL-Zoll | ProFiS 2.0                       | ProFiS                   |                              | SIS, EMA                                                                          |

## Polizeilich verwendete Datenbanken, Dateien, Register, Sammlungen (alphabetisch)
| Kürzel             | Anwendung | Beschreibung | Länder |
| ------------------ | --- | --- | --- |
| @rtus              | [ 19 ] | Vorgangsbearbeitungssystem | Bundespolizei, Polizei Schleswig-Holstein, Polizei Bremen, sowie Polizei beim Deutschen Bundestag (technische Bereitstellung durch Dataport). |
| AFIS               | Automatisches Fingerabdruck-Identifizierungs-System                                                          | | |
| AHM                | Anhaltemeldung                                                                                               | dient der Unterstützung polizeilicher Fahndungsmaßnahmen, vorrangig bei der internationalen Kfz-Verschiebung | Polizei Bayern |
| AMS                | AsservatenManagementSystem                                                                                   | System zur nachvollziehbaren Verwaltung, Lagerung, Transport, Verwertung und Vernichtung polizeilicher Asservate | |
| ArcGIS             | Geoinformationssystem                                                                                        | Auswertung und Verknüpfung geografischer Daten mit Kriminalitätsdaten (crime mapping) | BKA, Polizei Bayern, Polizei Bremen |
| AZR                | Ausländer-Zentral-Register                                                                                   | Bestandteil von POLAS – Speicherung der Daten von Ausländern in Deutschland, Wohnsitze/Verfügungen | |
| BAN                | Bundespolizeiaktennachweis                                                                                   | | |
| BZR                | Bundeszentralregister                                                                                        | Bestandteil von POLAS – Register der Bundesanwaltschaft (Strafen, Vorstrafen) | |
| CEBI               | Computerunterstützte Einsatzleitung, Bearbeitung und Information                                             | | Polizei Nordrhein-Westfalen u. a. |
| CEBIUS             | Computer Einsatz Bearbeitungs-, Informations- und Unterstützungs-System                                      | | Polizei Nordrhein-Westfalen u. a. |
| CENARIO            | Führungsunterstützungssysteme, Einsatzleitsystem, Formelle Kommunikation                                     | | Hessische Polizei u. v. a. |
| COD                | Computergestütztes Literatur-Dokumentationssystem                                                            | | |
| ComVor             | Computergestützte Vorgangsbearbeitung                                                                        | | Hessische Polizei, Polizei Hamburg, Polizei Baden-Württemberg, Polizei Brandenburg, Thüringer Polizei                                         |
| CRIME              | Criminal Research Investigation Management Software                                                          | polizeiliches Informationssystem mit generischem Datenmodell | Hessische Polizei, Polizei Hamburg, Polizei Baden-Württemberg, Polizei Sachsen-Anhalt, Zollkriminalamt                                        |
| DAR                | Datenbankübergreifende Analyse und Recherche                                                                 | Analysesoftware für alle relevanten polizeilichen Quellsysteme auf Basis von Palantir Gotham. | Polizei Nordrhein-Westfalen |
| DIEBSTAHLDATEI     | | gestohlene und verlorene Gegenstände (Autos; Pässe; etc.) Daten des rechtmäßigen Eigentümers werden auch gespeichert. | |
| DISPOL             | Digitales Integriertes Sondernetz der Polizei                                                                | für Sprache, Daten, Bilder. Pendant zu FARS (BKA) | |
| DOKIS              | Dokumenten-Informations-System                                                                               | Fahndungshilfsmittel: enthält Echt- und Fälschungsbeschreibungen von Personendokumenten, Führerscheinen und Fahrzeugdokumenten | Bayerisches Landeskriminalamt bzw. der Bayerischen Polizei                                                                                    |
| ED-Di              | Erkennungsdienst Digital                                                                                     | erkennungsdienstlichen Behandlung und Identitätsfeststellung von Straftätern | Polizei Brandenburg |
| eFBS               | einheitliches Fallbearbeitungssystem                                                                         | Teilnehmerübergreifend einheitliches und zentral gehostetes Fallbearbeitungssystem zur Unterstützung von Ermittlungstätigkeiten und Auswertungen, vor allem bei komplexen Sachverhalten. | Bundespolizei, Bundeskriminalamt, Hessische Polizei, Polizei Hamburg, Polizei Baden-Württemberg, Polizei Brandenburg                          |
| EIDU               | European Intelligence Drugs Unit                                                                             | europäisches Informationssystem für Rasterfahndung und Vorermittlungsverfahren im Bereich der Drogenkriminalität | |
| EIS                | Europol Information System                                                                                   | EUROPOL-Datenbank zu Fällen mit internationalem Bezug und ergänzend zum SIS | EU-Mitgliedsländer, Norwegen, Schweiz und durch EUROPOL nicht genannte dritte Parteien.                                                       |
| EMA                | Überprüfung beim Einwohnermeldeamt                                                                           | | |
| EWO                | Überprüfung beim Einwohnermeldeamt                                                                           | | |
| EPOST810           | elektronische Fernschreiben                                                                                  | | |
| EPS-web            | Einsatz Protokollierungs System (web-basiert)                                                                | | |
| Erziehungsregister | | | |
| ETB                | Elektronisches Tagebuch / Einsatztagebuch                                                                    | | Polizei Brandenburg |
| EUCAP              | Europäische Autolacksammlung                                                                                 | | |
| EUCARIS            | European Car and Driver’s License Information System                                                         | KfZ-Register für Datenaustausch innerhalb der EU-Staaten | |
| EuFiD              | Europäische Fahrzeugidentifizierungsdatei                                                                    | Enthält Identifizierungsunterlagen zu 47 Pkw-Herstellern, 16 Motorrad-Herstellern, elf Lkw-Herstellern, sieben Bus-Herstellern, vier Anhänger-Herstellern, neun Baumaschinen-Herstellern, einem Traktoren-Hersteller, einem Wohnmobil-Hersteller sowie allgemeine Hinweise zu weiteren Wohnmobil-Herstellern.                               | |
| EURODAC            | European Dactyloscopy                                                                                        | Fingerabdruck-Datenbank: System zur Erfassung der Fingerabdrücken von Asyl-Bewerbern | |
| Euska              | Elektronische Unfalltypen Steckkarte                                                                         | Analyse von Verkehrsunfällen | Hessische Polizei, Polizei Hamburg, Polizei Baden-Württemberg, Polizei Brandenburg, Thüringer Polizei                                         |
| EuVID              | European Vehicle Identification Database                                                                     | | |
| FADA               | Fahrzeugdaten                                                                                                | Auskunftssystem der Fahrzeughersteller | |
| FARS               | Fingerabdruck-Registriersystem; Daktyloskopie (Rasterformeln), Fotodigitale, Sonogramme                      | | |
| FDS                | Falldatei Schleuser                                                                                          | | |
| FBS-TH             | Fall Bearbeitungs-SystemTHüringen                                                                            | Fallbearbeitungssystem für kriminalpolizeiliche Sachbearbeitung | Thüringer Polizei |
| FINAS              | Fahrzeug-Identifikations-Nummern Abfrage-System / Fahrzeugidentifizierungs-, Nachweis- und Auswertungssystem | Fahrgestellnummer, Fahrzeugtyp, Herstellungsdatum und besondere Merkmale | |
| FISH               | Forensisches Informations-System Handschriften                                                               | | |
| GAN                | Grenzaktennachweis                                                                                           | | |
| GGFB               | Geschützter Grenzfahndungsbestand                                                                            | Bundespolizei, Wasserschutzpolizei Bremen und Hamburg | |
| GOLEM              | Großspeicher orientierte Listenmethode                                                                       | zur Dokumentation und Literaturbeschaffung | |
| HAFTDATEI          | | Haftort, Haftantritt, Entlassung | |
| HessenDATA         | Analysesoftware HessenDATA                                                                                   | Analysesoftware für alle relevanten polizeilichen Quellsysteme auf Basis von Palantir Gotham. | Hessische Polizei |
| HEPOLIS            | Hessisches Polizei Informations-System                                                                       | Polizei Hessen | |
| I/CAD              | Intergraphs Computer Aided Dispatch                                                                          | Einsatzleitsystem von Intergraph | |
| IGVP               | Integrierte Vorgangsbearbeitung Polizei                                                                      | Thüringer Polizei, abgelöst durch ComVor | Unter Erweiterung -FE Neueinführung in Thüringen geplant, löst ComVor ab.                                                                     |
| IPV                | Integrierte Polizeiliche Vorgangsbearbeitung                                                                 | Bundespolizei, abgelöst durch @rtus | |
| IRENE              | | | |
| INPOL-FALL         | | INPOL-FALL Polizeiliches Informationssystem; eine Eigenentwicklung des BKA mit generischem Datenmodell, beim BKA eingesetzt für zahlreiche Meldesysteme wie INPOL-FALL Innere Sicherheit und Sondermeldedienste, aus CRIME hervorgegangen                                                                                                   | |
| ISTPOL             | Informations-System Thüringer POLizei                                                                        | Informationssystem der Thüringer Polizei | Thüringer Polizei |
| ISVB               | Informationssystem Verbrechensbekämpfung (Informations-System Verbrechensbekämpfung Berlin)                  | | |
| IVO                | Integriertes Vorgangsbearbeitungssystem                                                                      | | Polizei Sachsen |
| KAN                | Kriminal-Akten-Nachweis                                                                                      | | |
| LISA               | Länderbezogene Info Sammlung                                                                                 | ergänzt PISA | |
| LUNA               | Leuchtendatei für Unfallfluchtnachforschungen                                                                | Auskunftssystem | |
| MoF                | Marking of Firearms                                                                                          | | |
| NADIS              | Nachrichtendienstliches Informationssystem                                                                   | Bundesamt für Verfassungsschutz (BfV) | |
| Oz-online          | | | |
| NIVADIS            | Niedersächsisches Vorgangsbearbeitungs-, Analyse-, Dokumentations- und Informations-System                   | Vorgangsbearbeitungssystem | Polizei Niedersachsen |
| PAD                | Personen Auskunft- und Fall-Datei                                                                            | | LKA Baden-Württemberg |
| PAPI               | Polizeiliches Anfragenportal Intranet                                                                        | PAPI stellt auf einer einheitlichen, modernen und responsiven Programmoberfläche für Mobilgeräte und Desktop-PC die wichtigsten Möglichkeiten für polizeiliche Anfragen und Folgeanfragen in entfernten Systemen zur Verfügung, u. a. ZFZR, ZFER, FKR, FaER, POLAS, INPOL, SIS, RESPER, EUCARIS, TACHOnet, NIVADIS, ZStV, BZR, AZR und EMA. | Polizei Niedersachsen |
| PAVOS              | Polizeiliches Auskunfts- und Vorgangsbearbeitungssystem                                                      | | Bundespolizei |
| PAVOS-Zentral      | | polizeiliche Vorgangsbearbeitung, el. Tagebuch der Bundespolizei | |
| PIKAS              | Polizeiliches Informations-, Kommunikations- und Auswertesystem                                              | | Polizei Nordrhein-Westfalen |
| PIKUS              | Polizeiliches Informations-, Kommunikations- und Unterstützungssystem                                        | | Bundespolizei |
| PIOS               | Personen-Institutionen-Objekte-Sachen                                                                        | Terrorismus, Rauschgift etc. | |
| PISA               | Personenbezogene-Info-Sammlung                                                                               | BeFas / Zielfahndung / Häftlings-Überwachung / Alibi-Überprüfung | |
| PIAV               | Polizeilicher Informations- und Analyseverbund                                                               | In PIAV werden Fall-, Personen- und Sachinformationen der 19 PIAV-Teilnehmer (Bundeskriminalamt, Bundespolizei, Zoll, Polizeien der Länder) in deliktspezifischen Dateien bereitgestellt. | |
| POLAS              | Polizei-Auskunft-System                                                                                      | Fahndungssystem, das die Möglichkeit bietet, Auskünfte aus dem Schengener Informationssystem (SIS) einzuholen, sowie Direktanfragen an das Zentrale Verkehrsinformationssystem (ZEVIS) und an das Ausländerzentralregister (AZR) zu stellen.                                                                                                | Hessische Polizei, Polizei Hamburg, Polizei Baden-Württemberg, Polizei Brandenburg, Thüringer Polizei                                         |
| POLYGON            | POLYGON | polizeiliches Informationssystem mit (patentiertem) generischem Datenmodell für Fallbearbeitung, Analyse- und Auswertung, sowie BLDS -Schnittstelle zum BKA. | |
| RAKK               | Recherche amtlicher Kfz-Kennzeichen / Recherche ausländischer Kfz-Kennzeichen (frühere Bezeichnung)          | Kennzeichenmuster mit über 1100 verschiedenen Kfz-Kennzeichen-Varianten aus 50 europäischen Landern, Schwerpunkt Osteuropa | Bayerisches Landeskriminalamt bzw. der Bayerischen Polizei                                                                                    |
| SARS               | | Ermittlung von Telefon-Anschlussinhabern nach § 112 TKG über die Bundesnetzagentur bei den Telekommunikationsunternehmen | |
| SIENA              | Secure Information Exchange Network Application                                                              | Sicheres durch Europol betriebenes Kommunikationsnetz für Datenaustausch bis zur Geheimhaltungsstufe „EU-Confidential“. | |
| SIS                | Schengener Informationssystem                                                                                | Datenbank der Länder des Schengener Abkommens | |
| SIRENE             | Supplément d'Information Requis a l'Entrée Nationale                                                         | | |
| SPUDOK             | Spuren Dokumentationssystem                                                                                  | fallbezogene Daten, Hinweise, Spuren, Ermittlungen | |
| SSD                | Straftaten Straftäter Datei                                                                                  | Personen, Straftaten und Opfer | |
| TESCH              | Terrorismus und Extremismusbezogene Schriften                                                                | | |
| TECS               | The Europol Computer System                                                                                  | | |
| THEA               | THüringer Erkennungsdienst-Arbeitsplatz                                                                      | Arbeitsplatz zur Straftäter Erkennung- und Feststellung | Thüringer Polizei |
| VeRA               | Verfahrensübergreifende Recherche und Analyse                                                                | Analysesoftware für alle relevanten polizeilichen Quellsysteme auf Basis von Palantir Gotham. | Polizei Bayern |
| ZStV               | Zentrales Staatsanwaltschaftliches Verfahrensregister                                                        | zentrales Verfahrensregister | |
| ZEUS               | Zentrales Einsatz- und Unterstützungs-System                                                                 | | Polizei München |
| ZEVIS              | Zentrale Verkehrsinformationssystem                                                                          | | |